# Національна асамблея народної влади (Куба)
Національна асамблея народної влади — законодавчий орган Куби. Складається з однієї палати з 614 депутатами, які обираються від одномандатних округів строком на п'ять років. Зазвичай скликається двічі на рік. У період між сесіями вона представлена Державною радою, яка складається з 31 члена.
Асамблея є однопалатним парламентом і єдиним органом на Кубі, який наділений як установчою, так і законодавчою владою. Парламент проводить дві чергові сесії на рік, які є відкритими, якщо члени Асамблеї не голосують за проведення закритих сесій з міркувань безпеки.
Національна Асамблея має право вносити поправки до Конституції, змінювати та скасовувати закони, обговорювати та приймати плани економічного розвитку, державний бюджет, кредитні і фінансові програми. Серед його постійних або тимчасових комісій є особи відповідальні за економіку, цукрову промисловість, виробництво продуктів харчування, промисловість, транспорт та зв'язок, будівництво, закордонні справи, охорону здоров'я, оборону та внутрішні справи. Національна Асамблея також має постійні відомства ї, що курують роботу комісій, місцевих зборів, судочинство.

## Історія
Асамблея виникла на загальнонаціональних виборах, що відбулися в 1976 році після ратифікації Конституції 1976 року. Виборні посадові особи, відповідно до порядку, встановленого законом, зустрілися вперше 2 грудня 1976.

## Склад
- I скликання (1976–1981)
  - Голова: Блас Рока Кальдера
  - Віце-Голова: Рауль Роа
  - Секретар: Хосе Гарсія Араньябуру
- II скликання (1981–1986)
  - Голова: Флавіо Браво Пардо
  - Віце-Голова: Хорхе Перес Лезкано
  - Секретар: Хосе Гарсія Араньябуру
- III скликання (1986–1993)
  - Голови: Флавіо Браво Пардо (1986), Северо Аґірре Христа (1987–1990), Хуан Ескалона Регера (1990–1993)
  - Віце-голови: Северо Аґірре Христа (1986–1990), Зоіла Мендоса Бенітес (1990–1993)
  - Секретар: Ернесто Суарес Мендес
- IV скликання (1993–1998)
  - Голова: Рікардо Аларкон де Кесада
  - Віце-Голова: Хайме Ернандеса-Бакеро Кромбет
  - Секретар: Ернесто Суарес Мендес
- V скликання (1998–2003)
  - Голова Рікардо Аларкон де Кесада
  - Віце-Голова: Хайме Ернандеса-Бакеро Кромбет
  - Секретар: Ернесто Суарес Мендес
- VI скликання (2003–2008)
  - Голова: Рікардо Аларкон де Кесада
  - Віце-Голова: Хайме Ернандеса-Бакеро Кромбет
  - Секретар: Ернесто Суарес Мендес
- VII скликання (2008–2013)
  - Голова: Рікардо Аларкон де Кесада
  - Віце-голова: Хайме Ернандеса-Бакеро Кромбет (2008–2012), Ана Марія Марі Мачадо (2012–2013)
  - Секретар: Міріам Бріто Саросу
- VIII скликання (2013–2018)
  - Голова: Естебан Лазо
  - Віце-голова: Ана Марія Марі Мачадо
  - Секретар: Міріам Бріто Саросу

| Прапор Куби | Це незавершена стаття про Кубу. Ви можете допомогти проєкту, виправивши або дописавши її. |